# Sempigny
Sempigny é uma comuna francesa na região administrativa de Altos da França, no departamento de Oise. Estende-se por uma área de 4,4 km². Em 2010 a comuna tinha 792 habitantes (densidade: 180 hab./km²).